# Austra
Austra é uma ilha na fronteira entre os condados de Nord-Trøndelag e Nordland, na Noruega, administrativamente nos municípios de Bindal, Leka e Nærøy. Tem 88 km² de área e o ponto mais elevado tem 588 m de altitude.